# Metalibitia
Metalibitia is een geslacht van hooiwagens uit de familie Cosmetidae.
De wetenschappelijke naam Metalibitia is voor het eerst geldig gepubliceerd door Roewer in 1912. 

## Soorten
Metalibitia omvat de volgende 11 soorten:
- Metalibitia adunca
- Metalibitia arenosa
- Metalibitia argentina
- Metalibitia borellii
- Metalibitia brasiliensis
- Metalibitia fuscomaculata
- Metalibitia maculata
- Metalibitia paraguayensis
- Metalibitia rosacostai
- Metalibitia santaremis
- Metalibitia tibialis